# Pseudis fusca
Pseudis fusca är en groddjursart som beskrevs av Garman 1883. Pseudis fusca ingår i släktet Pseudis och familjen lövgrodor. IUCN kategoriserar arten globalt som livskraftig. Inga underarter finns listade i Catalogue of Life.